# Tetrarogidae

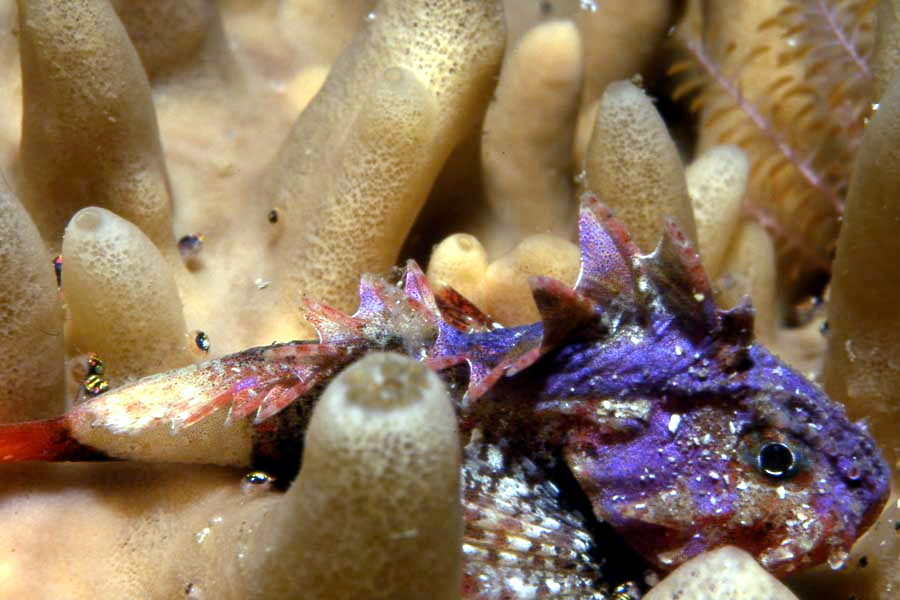
Coccotropsis gymnoderma

La famiglia Tetrarogidae Smith, 1949 comprende 40 specie di pesci ossei appartenenti all'ordine Scorpaeniformes.

## Distribuzione
Provengono dall'oceano Indiano e dall'oceano Pacifico.

## Descrizione
Questi pesci presentano diverse spine che possono essere molto velenose. La specie di dimensioni maggiori è Notesthes robusta, che occasionalmente raggiunge i 30 cm.

## Tassonomia
In questa famiglia sono riconosciuti 17 generi:
- Ablabys
- Centropogon
- Coccotropsis
- Cottapistus
- Glyptauchen
- Gymnapistes
- Liocranium
- Neocentropogon
- Neovespicula
- Notesthes
- Ocosia
- Paracentropogon
- Pseudovespicula
- Richardsonichthys
- Snyderina
- Tetraroge
- Vespicula